# Томаж Разінгар
Томаж Разінгар (словен. Tomaž Razingar; народився 25 квітня 1979 у м. Єсениці, Югославія) — словенський хокеїст, лівий нападник. 
Виступав за ХК «Єсеніце», «Ньюмаркет Гаррікейнс», «Пеорія Рівермен», «Вустер Айскетс» (АХЛ), ВХК «Всетін», «Пардубиці», «Градець-Кралове», «Тржинець», «Інсбрук», «Валь-Пустерія Вулвз», «Філлахер».
У складі національної збірної Словенії учасник чемпіонатів світу 1999 (група B), 2002, 2003, 2004 (дивізіон I), 2005, 2006, 2007 (дивізіон I), 2008, 2009 (дивізіон I), 2010 (дивізіон I) і 2011. У складі молодіжної збірної Словенії учасник чемпіонатів світу 1995 (група C), 1996 (група C) і 1997 (група C). У складі юніорської збірної Словенії учасник чемпіонатів Європи 1995 (група C) і 1996 (група B).
Чемпіон Словенії (2005, 2006, 2009).